# Арканзас (округ)
А́рканзас (англ. Arkansas County) — округ, расположенный в штате Арканзас, США с населением в 20749 человек по статистическим данным переписи 2000 года. В округе функционируют две столицы — в городе Де-Уитт находится центр северной части, а в городе Статграрт (Штутгарт) — южной части округа.
Округ Арканзас был образован 13 декабря 1813 год, став одним из первых созданных 75 округов, и получил своё название по имени индейского племени.

## География
По данным Бюро переписи населения США округ Арканзас имеет общую площадь в 2699 квадратных километров, из которых 2559 кв. километров занимает земля и 117 кв. километров — вода. Площадь водных ресурсов округа составляет 4,38 % от всей его площади.

### Соседние округа
- Прери — север
- Лонок — северо-запад
- Монро — северо-восток
- Дешей — юг
- Линкольн — юго-запад
- Лонок — запад
- Монро — восток

## Демография

Статистика распределения населения округа по возрастам, данные переписи 2000 года

По данным переписи населения 2000 года в округе Арканзас проживало 20 749 человек, 5 970 семей, насчитывалось 8 457 домашних хозяйств и 9 672 жилых домов. Средняя плотность населения составляла 25 человек на один квадратный километр. Расовый состав округа по данным переписи распределился следующим образом: 75,19 % белых, 23,36% чёрных или афроамериканцев, 0,21 % коренных американцев, 0,36 % азиатов, 0,66 % смешанных рас, 0,21 % — других народностей. Испано- и латиноамериканцы составили 0,76 % от всех жителей округа.
Из 8 457 домашних хозяйств в 31,40 % — воспитывали детей в возрасте до 18 лет, 53,00 % представляли собой совместно проживающие супружеские пары, в 13,90 % семей женщины проживали без мужей, 29,40 % не имели семей. 26,10 % от общего числа семей на момент переписи жили самостоятельно, при этом 12,40 % составили одинокие пожилые люди в возрасте 65 лет и старше. Средний размер домашнего хозяйства составил 2,41 человек, а средний размер семьи — 2,89 человек.
Население округа по возрастному диапазону по данным переписи 2000 года распределилось следующим образом: 24,80 % — жители младше 18 лет, 8,30 % — между 18 и 24 годами, 26,30 % — от 25 до 44 лет, 24,40 % — от 45 до 64 лет и 16,20 % — в возрасте 65 лет и старше. Средний возраст жителей округа составил 39 лет. На каждые 100 женщин в округе приходилось 90,90 мужчин, при этом на каждых сто женщин 18 лет и старше приходилось 86,00 мужчин также старше 18 лет.
Средний доход на одно домашнее хозяйство в округе составил 30 316 долларов США, а средний доход на одну семью в округе — 36 472 долларов. При этом мужчины имели средний доход в 28 914 долларов США в год против 21 127 долларов США среднегодового дохода у женщин. Доход на душу населения в округе составил 16 401 долларов США в год. 14,10 % от всего числа семей в округе и 17,80 % от всей численности населения находилось на момент переписи населения за чертой бедности, при этом 24,80 % из них были моложе 18 лет и 15,50 % — в возрасте 65 лет и старше.

## Главные автодороги
- US 79
- US 165
- SR 1
- SR 11
- SR 17
- SR 33

## Города
- Алмайра
- Де-Уитт
- Джиллетт
- Хамфри
- Сент-Чарлз
- Статгарт